# Théâtre gallo-romain d'Épiais-Rhus
Le théâtre gallo-romain d'Épiais-Rhus est un édifice de spectacle gallo-romain de type mixte théâtre-amphithéâtre situé à Épiais-Rhus, commune du département du Val-d'Oise en région Île-de-France.
Il est inscrit comme monument historique en 1983.

## Localisation
Une agglomération secondaire fondée avant la conquête des Gaules par Jules César existe à l'est de la commune d'Épiais-Rhus ainsi que sur l'ouest de Vallangoujard. Cette agglomération comprend, parmi les bâtiments identifiés, plusieurs temples, des thermes et une structure assimilable à un forum. Le théâtre est situé très précisément à cheval sur les deux communes, sur le rebord du coteau occidental de la vallée de Cresnes. Il occupe la partie extrême-orientale de l'agglomération secondaire antique.

## Historique des fouilles
La présence d'un théâtre antique, supposée dès le début des années 1970, est confirmée en 1977. Des fouilles ont lieu de 1977 à 1980. C'est alors que le conseil départemental du Val-d'Oise acquiert une partie du site pour en assure la préservation. Le théâtre fait l'objet de relevés et de travaux de consolidation entre 1986 et 1990. En 1993, les vestiges, toujours à l'air libre, sont fortement dégradés et la décision est prise de les ré-enfouir pour les préserver.
Le théâtre est inscrit comme monument historique le 25 mars 1983, en même temps que d'autres vestiges situés sur les communes d'Épiais-Rhus et de Vallangoujard, mais appartenant au même site archéologique.

## Description
Les vestiges connus de ce théâtre sont très fragmentaires et ne permettent pas de proposer une restitution globale du monument.
Un mur courbe, au nord, percé d'une entrée, se termine à ses deux extrémités occidentale et orientale par des maçonneries en renvoi d'équerre, peut-être destinées à servir de contreforts, cette partie du théâtre étant bâtie parallèlement aux courbes de niveau. Au sud, un autre mur, constitué semble-t-il de segments de droites assemblés, comporte lui aussi à une de ses extrémités un dispositif de franchissement.
Une douzaine de rangées de gradins, vers le haut de la cavea, sont partiellement mis au jour.Ils sont constitués de blocs de grand appareil et semblent témoigner de deux phases différentes de construction. Une vingtaine de ces blocs portent des inscriptions, peut-être les noms des personnes auxquelles les places sont attribuées.
Des sondages, effectués au sud du monument, n'ont mis en évidence aucune autre structure assimilable à un dispositif de scène, soit que ces sondages n'aient pas été effectués au bon endroit, soit que le dispositif scénique ait été sommaire.
Les deux murs courbes appartiennent peut-être à deux états différents du théâtre, l'ensemble s'inscrivant dans une fourchette de dates comprise entre la première moitié du Ier siècle (construction du premier état) et la fin du IIe ou le début du IIIe siècle (abandon du monument).